# Liste der Gräber von Persönlichkeiten auf dem Bornstedter Friedhof

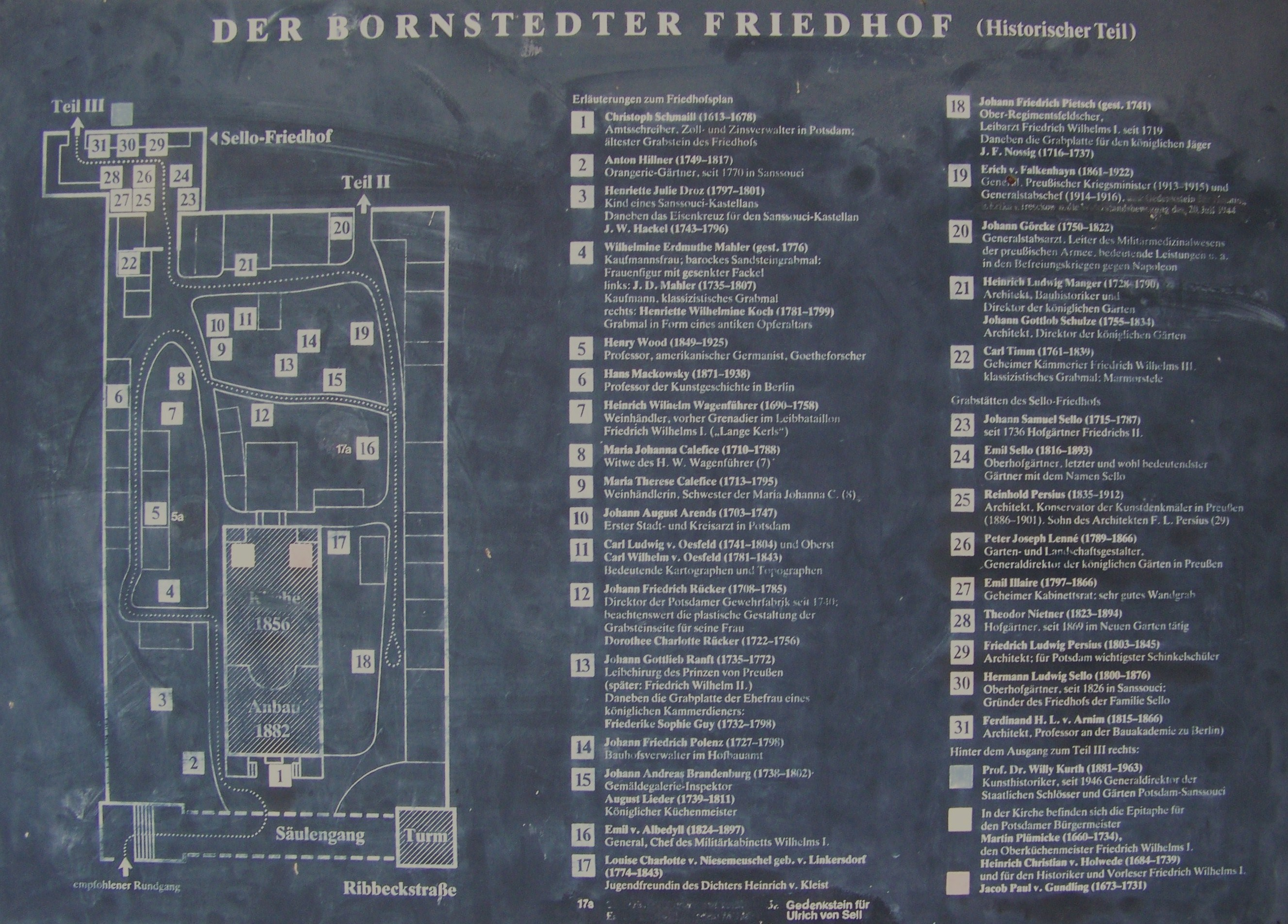
Lageplan auf dem Bornstedter Friedhof

Die Liste der Gräber von Persönlichkeiten auf dem Bornstedter Friedhof nennt namhafte Persönlichkeiten, die auf den fünf Teilen des Bornstedter Friedhofs ruhen. Über 500 bekannte Persönlichkeiten haben in Bornstedt ihre letzte Ruhe gefunden.

## Dazu gehören

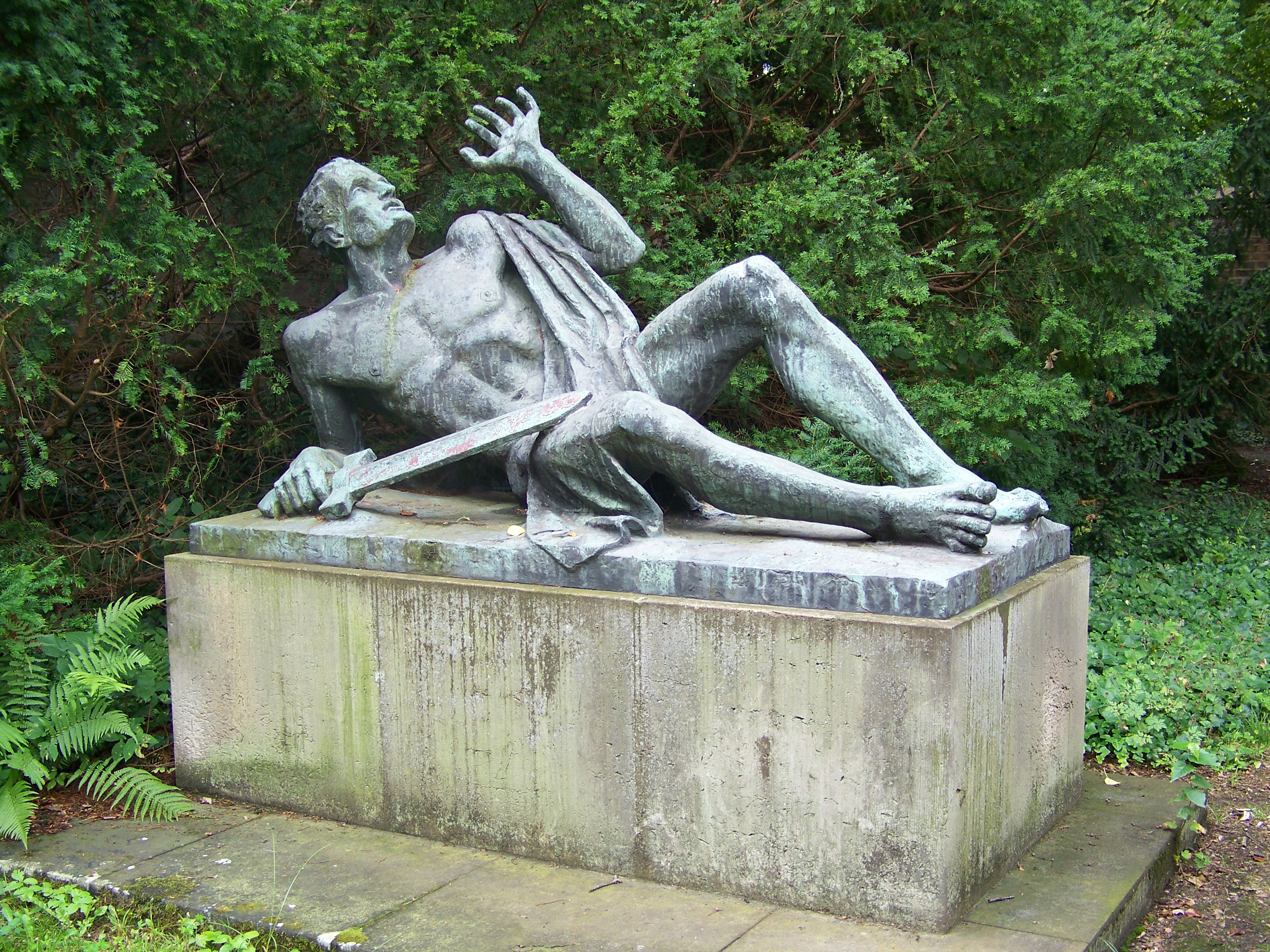
Bronzeplastik auf dem Heldenhain des Bornstedter Friedhofs

A
- Emil von Albedyll, General der Kavallerie, Chef des Militärkabinetts Kaiser Wilhelms I. und Kaiser Friedrichs III.

B
- Else Boroffka-Niemeyer, Fotografin

- Karl H. Bröhan, Unternehmer, Kunstsammler und Mäzen, Stifter der Sammlung für das Bröhan-Museum in Berlin

E
- Theodor Echtermeyer, Direktor der Lehr- und Forschungsanstalt für Gartenbau in Berlin-Dahlem

F
- Erich von Falkenhayn, General der Infanterie, preußischer Kriegsminister und Chef des Großen Generalstabs

G
- Hans-Joachim Giersberg, Generaldirektor der Stiftung Preußische Schlösser und Gärten Berlin-Brandenburg
- Karl Eduard Goepfart, Komponist, Pianist und Dirigent, Schüler von Franz Liszt
- Anna von Gottberg, Mitglied des Brandenburgischen Provinzialbruderrats der Bekennenden Kirche
- Harri Günther, Gartendirektor der Generaldirektion der Staatlichen Schlösser und Gärten Potsdam

H
- Johann Heinrich Haeberlin, Hofbaurat und Architekt (u. a. Krongut Bornstedt und Neubau der Bornstedter Kirche)
- Klaus von Heimendahl, Brigadegeneral der Bundeswehr
- Walter Hochmuth, Politiker (KPD), NS-Widerstandskämpfer und DDR-Diplomat (2019 einschließlich der Urne seiner Frau von der Gedenkstätte der Sozialisten auf dem Zentralfriedhof Friedrichsfelde hierher umgebettet)

J
- Ludwig Justi, Direktor der Nationalgalerie Berlin und später Generaldirektor der Staatlichen Museen zu Berlin

K
- Mathilde Gräfin von Keller, Hofstaatsdame der letzten deutschen Kaiserin Auguste Viktoria

M
- Hans Mackowsky, deutscher Kunsthistoriker und Professor, Kustos der Nationalgalerie Berlin
- Heinrich Ludwig Manger, königlich preußischer Baubeamter (Oberhofbaurat und Garteninspektor) sowie Pomologe

N
- Theodor Carl Gustav Nietner, genannt Theodor II. Nietner, Königlicher Oberhofgärtner in Potsdam
- Kurt Nietner, königlicher Hofgärtner, nach der Monarchie Garteninspektor im Park Babelsberg

P
- Käthe Pietschker, Stifterin des Werner-Alfred-Bads, Tochter von Werner von Siemens
- Werner Alfred Pietschker, tödlich verunglückter Flugpionier, Enkel von Werner von Siemens
- Kurt Freiherr von Plettenberg, Widerstandskämpfer vom 20. Juli 1944, Leiter der Generalverwaltung des vormals regierenden preußischen Königshauses
- Oskar Prinz von Preußen, gefallen 1939 als Oberleutnant der Reserve, Bruder von Wilhelm Karl Prinz von Preußen
- Wilhelm Karl Prinz von Preußen, Herrenmeister des Johanniterordens und letztverstorbener Enkel Kaiser Wilhelms II.

R
- Samuel Rösel, Landschaftsmaler, Zeichenlehrer König Friedrich Wilhelms IV. und Felix Mendelssohn Bartholdys

S
- Richard Schäfer, Geschäftsführer des Hilfsbunds für die Armenier und enger Mitarbeiter des Theologen, Orientalisten und Menschenrechtlers Johannes Lepsius
- Ulrich von Sell, Offizier, Vertrauter und Testamentsvollstrecker des letzten deutschen Kaisers Wilhelm II., Mitglied des militärischen Widerstands und Beteiligter des Attentat vom 20. Juli 1944
- Wilhelm von Sell, preußischer Generalmajor
- Siegward Sprotte, Maler und Schriftsteller, Stifter der Siegward-Sprotte-Stiftung
- Manfred Stolpe, Konsistorialpräsident der Ev. Kirche in Berlin-Brandenburg – Bereich Ost, Ministerpräsident des Landes Brandenburg, Bundesminister für Verkehr, Bau- und Wohnungswesen

W
- Wilhelm Wagenführer, Grenadier im Regiment der „Langen Kerls“

Ein Kenotaph erinnert an Generalmajor Henning von Tresckow, den Widerstandskämpfer und Motor des militärischen Widerstands vom 20. Juli 1944, der Potsdam eng über seine frühere Zugehörigkeit zum 1. Garde-Regiment zu Fuß bzw. Infanterie-Regiment 9 verbunden war, und an seine Ehefrau Erika geborene von Falkenhayn, die Tochter des in Bornstedt bestatteten Kriegsministers.

## Bilder von Grabmälern (Auswahl)
| Bild | Name |
| ---- | --- |
|      | Jacob Paul Freiherr von Gundling (1673–1731), gleichzeitig Hofgelehrter und unfreiwilliger Hofnarr des preußischen „Soldatenkönigs“ Friedrich Wilhelm I. sowie Präsident der Preußischen Akademie der Wissenschaften. |
|      | Henri de Catt (1725–1795), Privatsekretär von Friedrich II. von Preußen bekannt als sein Vorleser |
|      | Johann Samuel Sello (1715–1787), Königlicher Hofgärtner |
|      | Emil Sello (1816–1893), Preußischer Hofgärtner |
|      | Heinrich Ludwig Manger (1728–1790), Preußischer Oberhofbaurat und Garteninspektor |
|      | Peter Joseph Lenné (1789–1866), General-Gartendirektor der königlich-preußischen Gärten |
|      | Hans Mackowsky (1871–1938) Kunsthistoriker |
|      | Gillis Grafström (1893–1938) Schwedischer Eiskunstläufer |
|      | Otto von Mendelssohn Bartholdy (1868–1949) deutscher Bankier und Industrieller |
|      | Ludwig von Reuter (1869–1943) deutscher Marineoffizier, zuletzt Admiral |